# Bep Weeteling
Albertha (Bep) Weeteling (Zaandam, 28 december 1946) is een voormalig  topzwemster op de rug- en de vrije slag, die namens Nederland tweemaal deelnam aan de Olympische Spelen: Tokio 1964 en Mexico-Stad 1968.
Hoge ogen wist Weeteling, lid van zwemvereniging Nereus uit haar geboorteplaats Zaandam, nimmer te gooien bij haar olympische optredens. Zowel in Japan als in Mexico werd zij uitgeschakeld in de ochtendseries: in 1964 op de 400 meter vrije slag (28ste plaats) en de 100 meter rugslag (24ste), in 1968 op de 100 meter rugslag (opnieuw 24ste), de  200 meter rugslag (elfde) en de 4x100 meter vrije slag (negende).
Betere herinneringen bewaart Weeteling aan haar deelname aan de Universiade, de Olympische Spelen voor studenten. Bij dat toernooi won ze in 1965 (Boedapest) twee zilveren medailles, op de 400 vrij en de 100 rug. Haar broer Jan was eveneens zwemmer van (inter)nationale allure, en maakte eveneens deel uit van de olympische zwemploeg van 'Tokio 1964'.